# ビュイック・ラクロス
ラクロス (LaCrosse )は、GMが製造、ビュイックブランドで販売されている乗用車である。

## 初代 (2004年-2009年)
2004年下旬に、同ブランドのリーガル、センチュリーおよび2004年に廃止されたオールズモビルブランドのイントリーグの統合車として発売。
プラットフォームはWプラットフォームを採用し、エンジンはV6 3.8L L26型、V6 3.6L HFV6型および、V8 5.3L LS4型エンジンを搭載し、4T65-E 4速ATが組み合わせられる。
グレード構成はベースモデルの「CX」と中間グレードの「CXL」、上級グレードの「CXS」となり、CXおよびCXLにはL26型エンジンが、CXSにはHFV6型エンジンが搭載される。
2007年、ニューヨーク国際オートショーにおいて2008年モデルを発表。フロントグリルの形状が変更され、同時に新グレードの「スーパー (Super) 」が追加され、CXSは廃止された。スーパーにはV8エンジンに4T65-E HD 4速ATが組み合わせられ、またリアスポイラーなどが装備され、サスペンションにチューニングが施された。
2008年12月23日、生産を終了した。
なお、中国及び台湾仕様については全く異なるボディシェルが与えられており、エクステリアはGMと上海汽車の合弁である汎亜汽車技術中心（PATAC）によってデザインされている。エンジンは直4 2.4LおよびV6 3Lエンジンを搭載し、米国向けに先駆けて6速ATが組み合わせられた。さらに中国仕様ではハイブリッド車の「エコ・ハイブリッド」もラインナップされていた。

## 2代目 (2009年-2016年)
2009年の北米国際オートショーで発表され、2010年モデルとして発売。2011年にフラッグシップ車であったルサーンが生産終了した為に北米地域におけるビュイックのフラッグシップ車となった。その後、中国仕様が投入されたが、2代目のエクステリアデザインは初代とは異なり北米仕様と同様のデザインとなっている。ただし、フロントフェンダーに付けられているGMのロゴは使われていない。
プラットフォームは、GMイプシロンIIプラットフォームが採用され、2008年の北京モーターショーに出品されたビュイック・インビクタコンセプトをベースに設計された。
エンジンは、直4 2.4L、V6 3Lおよび3.6Lエンジンを搭載し、6速ATが組み合わせられる。先代に設定されていたV6 3.8L及びV8 5.3Lエンジン車は廃止となった。
2009年1月には、カナダのモントリオール国際オートショーで新型アリュールが発表された。
2010年4月、韓国の釜山モーターショーでGM大宇（現・韓国GM）版が「アルフェオン」 (Alpheon) の車名で発表された。ビュイック版との外観上の相違点はエンブレムのみであるが、他車種とは異なりアルフェオン専用のブランドエンブレムが与えられる。
2010年11月15日、GMはラクロス2012年モデルの2.4L車に省燃費技術eAssistを標準搭載することを発表した。このeAssistは従来のBASマイルドハイブリッドシステムの改良版で、115Vリチウムイオンバッテリーと11kW (15ps) を出力するアシストモーターを搭載し、従来の2.4L車と比べて燃費を25%向上させている。これにより、市街地燃費および高速燃費はそれぞれ25MPG、37MPGとなる。2011年9月には中国仕様にもeAssist搭載モデルが登場した。

## 3代目 (2016年-)
2015年11月にアメリカで開催されたロサンゼルスオートショーで初公開され、2016年3月に中国市場で発売を開始した。

## 年間販売台数
| 暦年 | アメリカ | 中国    |
| ---- | -------- | ------- |
| 2004 | 10,995   |         |
| 2005 | 92,669   |         |
| 2006 | 71,072   | 52,021  |
| 2007 | 47,747   | 71,500  |
| 2008 | 36,873   | 32,892  |
| 2009 | 27,818   | 43,429  |
| 2010 | 61,178   | 104,378 |
| 2011 | 58,474   | 103,366 |
| 2012 | 57,076   | 86,101  |
| 2013 | 48,798   | 89,279  |
| 2014 | 51,468   | 83,858  |
| 2015 | 42,035   | 85,005  |
| 2016 | 27,582   | 80,966  |
| 2017 | 20,161   | 99,609  |
| 2018 | 15,527   | 69,709  |
| 2019 | 7,241    | 39,937  |

## 車名の由来
スポーツの球技である「ラクロス (Lacrosse)」に由来する。なお、「la crosse」はケベック・フランス語の俗語で自慰行為や詐欺を意味するため、カナダでは「魅惑する」という意味の「Allure」を用い、アリュール (Allure)として販売されている。